# NGC 7498
NGC 7498 (również PGC 70590) – galaktyka spiralna (Sab), znajdująca się w gwiazdozbiorze Wodnika. Odkrył ją Albert Marth 24 września 1864 roku.